# 前橋市立時沢小学校
前橋市立時沢小学校（まえばししりつ ときざわしょうがっこう）は、群馬県前橋市富士見町時沢にある前橋市立小学校。

## 概要
1873年に、安楽寺に設立された。

## 沿革
- 明治6年9月 - 安楽寺に白河学校として創立。第十七番中学区第三十六番小学校とする。
- 明治19年4月 - 南勢多第六尋常小学校と称した。
- 明治20年3月 - 時沢尋常小学校に改称。
- 明治21年 - 東群馬南勢多高等小学校時沢分教場を併置。
- 明治24年10月 - 東群馬南勢多高等小学校時沢分教場廃止。
- 明治26年9月25日 - 高等科を併置し時沢尋常高等小学校となる。
- 昭和16年3月31日 - 勢多郡時沢尋常高等小学校から勢多郡富士見村時沢尋常高等小学校となる。
- 昭和16年4月1日 - 勢多郡富士見村時沢国民学校となる。
- 昭和22年4月1日 - 学制改革により群馬県勢多郡富士見村立時沢小学校となる。
- 昭和25年1月9日 - 赤城分校を設置。
- 昭和30年4月1日 - 赤城分校が富士見村立赤城小学校として独立。
- 昭和49年3月11日 - 校歌制定。

## 学校教育目標

### 基本目標
自ら学び、たくましく生きる子どもの育成

### 具体目標
- 生き生きと学ぶ子
  - 人の話がしっかりと聞け、正しい判断ができる。
  - 問題解決への見通しを持つことができる。
  - 正しい考え方や、筋道の通った考えができる。

- 礼儀正しく思いやりのある子
  - 基本的生活習慣を身につけ、社会規範を守ることができる。
  - 相手の立場になって考えることができる。
  - 世話をしてくれた人に感謝することができる。
  - 美しいものなどに感動することができる。

- 体を鍛える丈夫な子
  - 健康に注意し、生命を大事にすることができる。
  - 安全に注意し、運動に親しむことができる。

- 協力して物事をやり抜く子
  - みんなと仲良く、一つのことに取り組むことができる。
  - 進んで物事に取り組み、最後までがんばることができる。